# ایرن اوگیزا
ایرن اوگیزا (انگلیسی: Irene Oguiza؛ زادهٔ ۵ ژانویهٔ ۲۰۰۰) بازیکن فوتبال اهل اسپانیا است.